# بیوولیانه
بیوولیانه (به بلغاری: Bivolyane) یک منطقهٔ مسکونی در بلغارستان است که در شهرستان مومچیلگراد واقع شده‌است.